# Strike a Pose
Strike a Pose é um filme belga-holandês, do gênero documentário, que estreou na seção Panorama do Festival Internacional de Cinema de Berlim de 2016. Dirigido por Ester Gould e Reijer Zwaan, o filme traça o perfil dos dançarinos que se apresentaram com a cantora estadunidense Madonna em sua turnê Blond Ambition World Tour, em 1990.